# Castelnau-Montratier-Sainte-Alauzie
Castelnau-Montratier-Sainte-Alauzie é uma comuna francesa na região administrativa da Occitânia, no departamento de Lot. Estende-se por uma área de 84.76 km², e possui 1.856 habitantes, segundo o censo de 2018, com uma densidade de 22 hab/km².
Foi criada, em 1 de janeiro de 2017, a partir da fusão das antigas comunas de Castelnau-Montratier e Sainte-Alauzie.